# Тракторозаводский район (Челябинск)
Тракторозаво́дский райо́н — один из семи внутригородских районов городаЧелябинска, расположенный в его восточной части. Назван в честь главного предприятия района.

## История
Создан 10 января 1937 года. Из Ленинского района переданы Тракторозаводскому району тракторный завод имени Сталина и прилегающий к нему рабочий посёлок (население около 70 тысяч человек). Границы района неоднократно претерпевали изменения: в 1958 году из Красноармейского района переданы посёлки Чурилово, Развязка, Чуриловский песчаный карьер, в 1960 году установлена новая граница по улицам Гатчинской, 3-й Арзамасской, Лобачевского, в 1969 году из Ленинского района передано 3,5 га для расширения промышленной площадки опытно-производственной базы ЧТЗ.
Площадь составляет 6284 га, 932 га занимает Первое озеро, численность населения около 183 тысяч человек. Район граничит на западе с Металлургическим, Калининским, Центральным, Советским, на юге с Ленинским районами Челябинска, северная и восточная границы совпадают с городской чертой — Тракторозаводский район граничит с Копейским городским округом и Красноармейским районом. Современные границы утверждены 14 апреля 1999 года.

## Население
| 1959     | 1970     | 1979     | 1989     | 2002     | 2005     | 2006     |
| -------- | -------- | -------- | -------- | -------- | -------- | -------- |
| 127 761  | ↗140 522 | ↗150 636 | ↗172 516 | ↘158 108 | ↗163 338 | ↗163 751 |
| 2007     | 2008     | 2009     | 2010     | 2011     | 2012     | 2013     |
| ↗164 597 | ↗165 103 | ↘158 971 | ↗167 278 | ↗167 630 | ↗170 402 | ↗173 799 |
| 2014     | 2015     | 2016     | 2017     | 2018     | 2019     | 2020     |
| ↗176 819 | ↗180 680 | ↗182 689 | ↗183 909 | ↗184 595 | ↘183 535 | ↗183 790 |
| 2021     | 2023     |          |          |          |          |          |
| ↘180 094 | ↘178 520 |          |          |          |          |          |

## Предприятия и учреждения

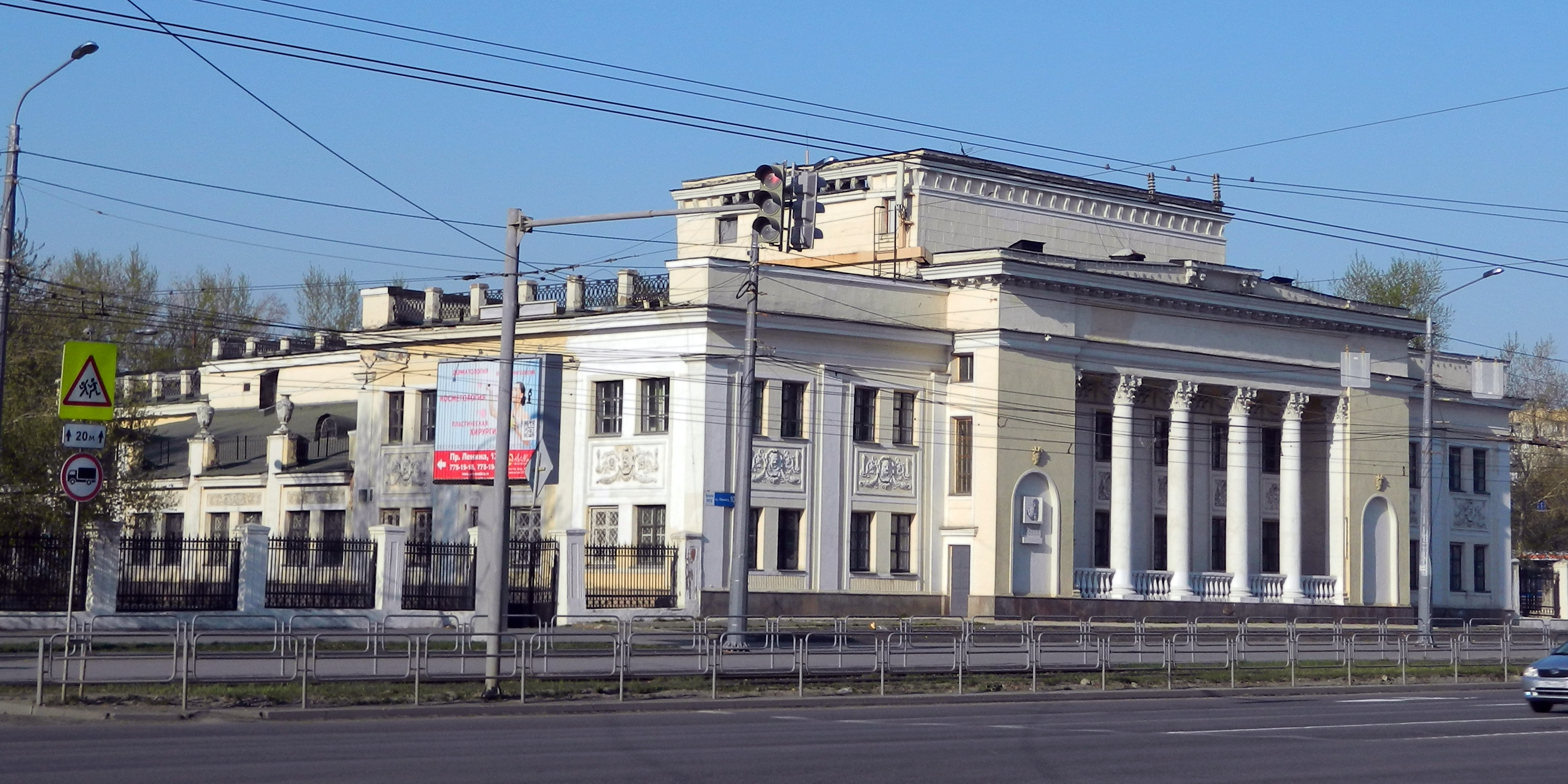
Театр ЧТЗ

На территории района находится:

### Предприятия
- более 20 предприятий машиностроения, оборонной, лёгкой и пищевой промышленности, в том числе ПАО «Челябинский тракторный завод «Уралтрак», СКБ «Турбина», ООО «Студия машин», ПАО «Автомеханический завод», АО «Росси», ТЭЦ-2, ТЭЦ-3;
- 540 торговых предприятий, наиболее крупные из них, ТРК «Горки», ТК «Башня», ТК «Диско», торгово-офисный комплекс «Бажовский», торговый дом «Бессарабский», универсам № 13 «Тракторозаводский», магазин № 45 «Россия» и другие;
- 53 предприятия общественного питания, такие как:
  - «Победа»,
  - «Дас-Колбас»
  - и другие.
- 87 предприятий бытового обслуживания.

### Образовательные учреждения
- 24 общеобразовательных школы,
- 48 дошкольных учреждения,
- 5 учреждений дополнительного образования детей,
- Челябинский филиал РАНХиГС,
- детский дом,
- 6 профессиональных училищ;
  - в техническом лицее № 5 обучают детей с нарушением слуха и речи;
- 5 средних учебных заведений:
  - машиностроительный техникум,
  - колледжи:
    - монтажный,
    - культуры,
    - сервиса,
    - «Комитент».

### Лечебные учреждения
10 лечебно-профилактических учреждений; среди них:
- ГКБ № 8,
- стоматологическая поликлиника № 3,
- детская городская больница № 1, являющаяся клинической базой для УГМАДО,
- и др.

### Учреждения культуры и спорта
- 3 ДК: ПАО «ЧТЗ «Уралтрак», «Смена», детский дом культуры «Ровесник»;.
- 4 кинотеатра: «Кировец», «Комсомолец», «Спартак», «Синема-Парк»;
- сад Победы, детский парк им. В. Терешковой;
- 3 дворца спорта: спортивно-физкультурный клуб «Надежда», школа гимнастики, ледовый дворец, плавательный бассейн «Юбилейный»;
- 39 спортивных залов.

Тракторозаводский район является восточными железнодорожными и автомобильными воротами города.

## Улицы
- Бродокалмакский тракт,
- просп. Ленина,
- Комарова,
- Артиллерийская,
- Бажова,
- Героев Танкограда,
- Горького,
- Котина,
- Линейная,
- Мамина,
- Первой Пятилетки,
- Салютная,
- Танкистов,
- Хохрякова.

- ул. Марченко

## Достопримечательности
- Памятник «Танк ИС-3» на Комсомольской площади.
- Площадь Памяти с монументом Славы и мемориалом Славы в саду Победы.
- Музей-выставка военной техники в саду Победы.
- Памятник пограничникам Южного Урала в саду Победы.
- Памятник «Добрый ангел мира» в саду Победы.
- Памятник «Первый трактор С-60 «Сталинец».